# ريميا نامبييسان
ريميا نامبييسان هي ممثلة هندية، ولدت في 1986 في الهند. تعمل بشكل رئيسي في أفلام المالايالامية والتاميلية. شاركت في أكثر من 72 فيلمًا. بدأت مسيرتها الفنية كممثلة طفلة وأدوار مساعدة في أوائل العقد الأول من القرن الحادي والعشرين، ثم ظهرت في أدوار رئيسية في منتصفه. إلى جانب تمثيلها باللغتين المالايالامية والتاميلية، شاركت أيضًا في أفلام باللغتين التيلغو والكانادا.

## وصلات خارجية
- ريميا نامبييسان على موقع IMDb (الإنجليزية)
- ريميا نامبييسان على موقع ميوزك برينز (الإنجليزية)
- ريميا نامبييسان على موقع قاعدة بيانات الفيلم (الإنجليزية)